# ريان براون (لاعب كرة قاعدة أمريكي)
ريان براون (بالإنجليزية: Ryan Braun)‏ هو لاعب كرة قاعدة أمريكي، ولد في 17 نوفمبر 1983 في Mission Hills, Los Angeles ‏ في الولايات المتحدة.

## وصلات خارجية
- ريان براون على موقع دوري كرة القاعدة الرئيسي (الإنجليزية)
- ريان براون على موقعبيزبول رفرنس.كوم (الدوري الرئيسي) (الإنجليزية)
- ريان براون على موقعبيزبول رفرنس.كوم (الدوري الثانوي) (الإنجليزية)
- ريان براون على موقع إي إس بي إن.كوم (أم.أل.بي) (الإنجليزية)
- ريان براون على موقع مشجعي الرسوم البيانية (الإنجليزية)
- ريان براون على موقع الموسوعة البريطانية (الإنجليزية)
- ريان براون على موقع إن إن دي بي (الإنجليزية)